# Puzyry (rejon głębocki)
Puzyry (biał. Пузыры; ros. Пузыри) – wieś na Białorusi, w obwodzie witebskim, w rejonie głębockim, w sielsowiecie Hołubicze.

## Historia
W czasach zaborów ówczesny zaścianek leżał w granicach Imperium Rosyjskiego.
W latach 1921 – 1945 wieś leżała w Polsce, w województwie wileńskim, w powiecie dziśnieńskim, do 11 kwietnia 1929 w gminie Dokszyce, następnie w gminie Hołubicze.
Według Powszechnego Spisu Ludności z 1921 roku zamieszkiwało tu 106 osób, 56 było wyznania rzymskokatolickiego a 50 prawosławnego. Jednocześnie 45 mieszkańców zadeklarowało polską przynależność narodową a 61 białoruską. Było tu 18 budynków mieszkalnych.
Wykaz miejscowości zgodnie ze Spisem Powszechnym z 1931 wyróżnił wieś i kolonię Puzyry. We wsi w 9 domach zamieszkiwało 40 osób, a kolonia liczyła 97 mieszkańców i 18 domów.
Miejscowość należała do parafii rzymskokatolickiej w m. Zaszcześle i prawosławnej w Hołubiczach. Podlegała pod Sąd Grodzki w Głębokiem i Okręgowy w Wilnie; właściwy urząd pocztowy mieścił się w Hołubiczach.